# Accident d'un C-130 de la Force aérienne royale norvégienne
L'accident d'un C-130 de la Force aérienne royale norvégienne est une catastrophe aérienne ayant eu lieu le 15 mars 2012. Un Lockheed C-130J Super Hercules de la Force aérienne royale norvégienne, reliant Evenes, en Norvège, à Kiruna, en Suède, dans le cadre d'un exercice militaire de l'OTAN, s'est écrasé sur le Kebnekaise. Ses 5 occupants, tous officiers de l'armée norvégienne, sont tués dans le crash.

## Déroulement du vol
L'avion concerné était un avion de transport militaire Lockheed C-130J Super Hercules (indicatif d’appel : HAZE 01), récemment acquis par l'armée norvégienne. Il participait à l'exercice militaire nommé « Cold Response », qui se déroule en Norvège et rassemble des militaires des pays membres de l'OTAN. L'avion devait voler à vide vers Kiruna, en Suède, pour y embarquer du personnel. 
À 13 h 40, l'avion décolle pour un vol prévu d'environ 50 minutes, avec un équipage de 5 personnes, des officiers de l'armée. Les conditions météorologiques sont mauvaises, avec un temps glacial, un épais brouillard et une visibilité très réduite. L'avion est repéré pour la dernière fois alors qu'il se trouve à 80 km de Kiruna. Après cela, tout contact radio est perdu. À 15 h 30, les autorités préviennent les secours de la disparition de l'avion,,.

## Conséquences
Des équipes d'urgence sont mobilisées tout de suite après avoir été prévenues mais sont confrontées à des conditions difficiles. L'épave est finalement retrouvée le surlendemain, dans le massif du Kebnekaise. Il semblerait que l'avion ait heurté le sommet d'une montagne du massif et ait explosé lors de l'impact. Ce dernier a en outre provoqué une avalanche, dans la zone de laquelle seront retrouvés les restes humains de l'équipage par la suite. 
Les débris retrouvés de l'avion ont été eux transportés dans un hangar de la ville de Kiruna pour l'enquête sur le crash,. Une cérémonie d'hommage aux morts a eu lieu sur l'aéroport de Narvik/Harstad, en présence du roi Harald V de Norvège.

## Victimes
Au total, cinq personnes (un équipage de quatre personnes et un officier supplémentaire) se trouvaient à bord de l'avion lors de son crash. Tous étaient des officiers de l'armée de l'air royale norvégienne et « parmi les plus expérimentés » de l'armée norvégienne, selon le chef des forces armées norvégiennes. Les noms des disparus ont été publiés par l'armée le 16 mars 2012.
Le commandant de bord, Ståle Garberg (42 ans), totalisait 6 229 heures de vol, tandis que le copilote, Truls Audun Ørpen (46 ans), en cumulait 3 286 surC-130J Super Hercules. Tous deux étaient considérés comme des pilotes chevronnés.

## Enquête
L'enquête a été menée par le Statens haverikommission suédois (SHK), avec la participation du Statens havarikommisjon for transport norvégien (SHT). L'avion est considéré comme ayant été complètement détruit par l'impact et l'explosion qui a suivi, et le 22 mars, les travaux ont commencé pour déplacer les débris de la base d'enquête temporaire de Nikkaluokta, près du lieu de l'accident, vers un hangar à avions à l'aéroport de Kiruna, mais les efforts étaient toujours entravés par le mauvais temps et la découverte de nouvelles crevasses dans le glacier sur lequel se trouvent la majeure partie des débris.
En août 2012, l'enregistreur phonique (CVR) et l'enregistreur de paramètres (FDR) ont été retrouvés et transportés par avion au Royaume-Uni, où des experts de l'Air Accidents Investigation Branch (AAIB) aident les autorités locales à récupérer les données des deux enregistreurs, car la Suède n'a pas l'expertise nécessaire pour gérer des enregistreurs de vol aussi endommagés que ceux retrouvés dans l'épave. 
Le 3 octobre 2012, NRK a signalé que les données des enregistreurs de vol avaient été téléchargées avec succès et que les résultats préliminaires indiquaient que le système d'alerte de terrain était réglé pour l'atterrissage, de sorte qu'aucune alarme n'a retenti dans le cockpit avant l'impact.

### Rapport final
Le rapport final d'enquête sur cet accident a été retardé à plusieurs reprises, mais a été publié par le SHK le 22 octobre 2013, déclarant qu'il a été causé par le fait que l'équipage n'a pas remarqué les lacunes dans les autorisations délivrées par les contrôleurs aériens et les risques liés au suivi de ces mêmes autorisations, ce qui a conduit l'avion à quitter l'espace aérien contrôlé et à voler à une altitude inférieure à celle du relief environnant.
En 2019, on a appris que l'équipage ne disposait pas de cartes indiquant l'altitude du Kebnekaise. La carte qui lui avait été remise contenait peu d'informations, voire des informations erronées, sur le relief en Suède, l'armée de l'air ne disposant pas de données cartographiques pour ce pays. Cette information n'apparaissait pas clairement dans le rapport d'accident, mais à fait l'objet d'une enquête interne de l'armée de l'air, ouverte après qu'un ancien employé de l'armée de l'air l'eut signalée en 2017.